# Spjutsjön, Jämtland
Spjutsjön är en sjö i Krokoms kommun i Jämtland och ingår i Indalsälvens huvudavrinningsområde. Sjön har en area på 0,148 kvadratkilometer och ligger 672,4 meter över havet.

## Delavrinningsområde
Spjutsjön ingår i det delavrinningsområde (710108-139920) som SMHI kallar för Utloppet av Spjutsjön. Medelhöjden är 734 meter över havet och ytan är 2,73 kvadratkilometer. Det finns inga avrinningsområden uppströms utan avrinningsområdet är högsta punkten. Vattendraget som avvattnar avrinningsområdet har biflödesordning 5, vilket innebär att vattnet flödar genom totalt 5 vattendrag innan det når havet efter 319 kilometer. Avrinningsområdet består mestadels av skog (20 procent) och kalfjäll (74 procent). Avrinningsområdet har 0,15 kvadratkilometer vattenytor vilket ger det en sjöprocent på 5,4 procent.